# Нові технології навчання
«Нові технології навчання» — український науково-методичний журнал, збірник наукових праць. 

## Історія та зміст
Заснований у Києві в 1991 році Інститутом модернізації змісту освіти Міністерства освіти та науки України. Видавали 4 рази на рік. Потім один раз на рік.
Матеріали друкують українською та англійською мовами. Висвітлюють питання застосування передового педагогічного досвіду та інновацій, зокрема використання інформаційно-комунікаційних технологій в освіті. 
Основні рубрики: «ІКТ в освіті», «Освітні інновації», «Напрями модернізації вищої освіти», «Актуальні питання фахової підготовки». 
Головний редактор — Кремінський Б. (з 2016 року).
Головним редактором видання до 2000 року був доктор педагогічних наук, професор Казаков Віталій Андрійович — директор ІМЗО. З 2000 по 2016 рік редакційний склад журналу змінювався. Головними редакторами були: Холод Борис Іванович, Зайчук Валентин Олександрович. З 2001 року журнал включено до Переліку наукових видань ВАК України.
Журнал поширюють за ліцензією Creative Commons 4.0.